# Michael Seaton
Michael Seaton est un footballeur international jamaïcain né le 1er mai 1996 à Spanish Town. Il joue au poste d'attaquant au Berliner AK 07 en Regionalliga Nordost.

## Biographie

### En club
En 2010, Seaton quitte le Maryland et son club de la Freestate Soccer Alliance pour rejoindre l'académie de D.C. United à l'âge de quatorze ans.
Le 13 janvier 2013, il signe à seulement seize ans son premier contrat professionnel, un contrat Home Grown Player de la MLS, avec l'équipe de Washington. En mars, il est prêté en USL Pro aux Kickers de Richmond afin de s'aguerrir.
Le 25 mars 2014, Seaton est prêté pour une seconde saison consécutive aux Kickers. 